# トンネル 闇に鎖された男
『トンネル 闇に鎖された男』（トンネル やみにとざされたおとこ、原題：터널）は、2016年公開の韓国映画。日本では2017年に公開。

## 概要
トンネル崩落事故に巻き込まれた男と生還を祈る妻、救援に奔走するレスキュー隊長の姿を通し、描く救出劇である。

## キャスト
※括弧内は日本語吹替
- イ・ジョンス：ハ・ジョンウ（内田夕夜） - 主人公。トンネル事故に巻き込まれた男。キア自動車のディーラーで働く。妻子と平凡だが幸せに仲睦まじく暮らしていた。家庭的。
- セヒョン：ペ・ドゥナ（東内マリ子） - 主人公のジョンスの妻。夫婦の娘は事故のあった日が誕生日である。
- キム・デギョン：オ・ダルス（俊藤光利） - 主人公のジョンスの救出に奔走する救助隊隊長。上層部や国、テレビ局が主人公を見捨てる中、最後まで主人公が生きている事を信じた数少ない人物。

## スタッフ
- 監督・脚本：キム・ソンフン
- 製作総指揮：ユ・ジョンフン
- 製作：イ・テクドン、キム・アラン、ビリー・アキュメン
- 撮影監督：キム・テソン
- 照明：ム・キョンソク
- 美術：イ・ウキョン
- 編集：キム・チャンジュ
- 音楽：モク・ヨンジン
- 録音：キム・サンウン
- 音響：ラルフ・テヨン・チョ
- 衣装：チェ・キョンファ
- 特殊メイク：ファン・ヒョギョン
- メイク：チョ・ヘリム
- 視覚効果：キム・ナムシク
- 特殊効果：デモリション
- 原作小説：ソ・ジェウォン

## 受賞とノミネート
| 賞                   | 部門         | 対象             | 結果       |
| -------------------- | ------------ | ---------------- | ---------- |
| 第37回青龍映画賞     | 主演男優賞   | ハ・ジョンウ     | ノミネート |
| 第37回青龍映画賞     | 助演男優賞   | オ・ダルス       | ノミネート |
| 第37回青龍映画賞     | 助演女優賞   | ペ・ドゥナ       | ノミネート |
| 第37回青龍映画賞     | 脚本賞       | キム・ソンフン   | ノミネート |
| 第37回青龍映画賞     | 編集賞       | キム・チャンジュ | ノミネート |
| 第37回青龍映画賞     | 技術賞       | キム・ナムシク   | ノミネート |
| 第37回青龍映画賞     | 人気スター賞 | ペ・ドゥナ       | 受賞       |
| 第22回春史大賞映画祭 | 主演男優賞   | ハ・ジョンウ     | 受賞       |
| 第22回春史大賞映画祭 | 助演女優賞   | ペ・ドゥナ       | ノミネート |